# Los Catamarqueños
Los Catamarqueños es un grupo de folclore argentino oriundo de la provincia de Catamarca.

## Biografía
Hicieron su debut el 10 de abril de 1981 como Los Gauchos Catamarqueños. 
El grupo integrado en un primer momento por su líder Nelson "Chicharra" Villagra y José Tapia, lograron su despegue a partir de su participación en el recordado programa televisivo "Gran Club Casino". En 1984 fueron distinguidos con una mención especial en los festivales de folclore de Cosquín y de Jesús María.
Nueve discos editados (uno de ellos en Paraguay), gran éxito en Bolivia y Paraguay y el reconocimiento de los principales festivales del país, son el mayor legado dejado por el grupo.
Con el paso de los años y con la necesidad de adaptarse a los nuevos tiempos, el grupo adoptó el nombre definitivo de Los Catamarqueños,integrado por Andrés "Taty" Arrieta  produciendo un interesante aggiornamiento musical. A partir de su último CD, NOVUS, se nota una importante transformación artística, lograda mediante la incorporación de arreglos sinfónicos con instrumentos como piano, bajo, guitarra criolla y acústica, batería y acordeón, a los cuales se agregan interesantes innovaciones y delicados matices en los temas folclóricos. 
Esta nueva etapa implica también una modernización del género mismo. Los orígenes de Los Catamarqueños confieren a estos cambios la garantía de un estilo particular que los ha identificado como representantes de su provincia natal, y del folclore argentino en general. 
Los Catamarqueños conocen la profundidad de la música tradicional argentina y lo han aprovechado, logrando un refinado equilibrio entre lo tradicional y lo moderno. Una invitación a la buena música.
- Datos: Q5979498